# Burg Uetliburg
Die Ruine Uetliburg ist die Ruine einer Höhenburg auf 873 m ü. M. im südwestlichen Bereich des Uto Kulm genannten Gipfelplateaus des Zürcher Hausbergs Uetliberg, auf dem Gebiet der Gemeinde Stallikon.

## Geschichte

### Erste Befestigungen auf dem Uetliberg
Zu den heute noch deutlich sichtbaren Zeugen aus dem 5. Jahrhundert v. Chr. gehören der in der frühen La-Tène-Zeit angelegte Fürstengrabhügel Sonnenbühl und die imposanten Reste eines ausgedehnten Wallsystems aus der Älteren Eisen- oder Hallstattzeit, welche dem Oppidum Uetliberg zugeordnet werden. Nach der Eroberung des von keltischen Helvetiern besiedelten Gebiets um 15 v. Chr. wird die Errichtung eines römischen Wachturms mit Refugium am höchsten Punkt des Uetlibergs vermutet. Es kann angenommen werden, dass auch nach dem  Abzug der Römer aus den Gebieten nördlich der Alpen um das Jahr 401 der Uetliberg für die sich im Gebiet der nördlichen Schweiz niederlassenden Alemannen, gefolgt von Karolingern und Ottonen (Pfalz auf dem Lindenhof) strategisch weiterhin wichtig gewesen sein dürfte.

### Steinburg im 10. Jahrhundert
Bis zur ersten urkundlichen Erwähnung der «Uotelenburg» im Jahre 1210 liegen bislang keine historisch gesicherten Fakten vor, insbesondere zu den Erbauern der unterschiedlichen Siedlungsphasen der mittelalterlichen Uetliburg. Indizien lassen aber die nachfolgenden Vermutungen zu:
Ob die ersten Erbauer der frühmittelalterlichen Burg, in Ableitung des Bergnamens, mit dem im 8. Jahrhundert lebenden Bayernherzog Odilo respektive Herzog (Gotfrid) Gottfried Uattilo oder den liudolfingischen Kaisern Otto I., Otto II. oder Otto III. in Bezug stehen, ist bis heute ungeklärt. Zumindest die Namensbezeichnung U(o)to lässt sich vom althochdeutschen (alemannischen) Wortstamm für Besitz/Erbe/Vermögen ableiten oder Uotilo, verkleinernd für Uoto, Uodalrich (Ulrich) oder Uatillo.
Einzelne Münzfunde lassen ebenfalls die Vermutung zu, dass König Rudolf II. von Hochburgund den Bau einer (unvollendeten) Steinburg um 912–919 veranlasst haben könnte, zur Sicherung eines erfolglosen Versuchs seinen Einflussbereich nach Süden auszudehnen.
Für das 10. Jahrhundert konnte eine Schuttschicht – vermutlich Reste einer Befestigung – und Hinweise auf Bautätigkeit auf dem Gipfelplateau Uto Kulm nachgewiesen werden.
Eine andere Quelle lässt die Vermutung zu, dass um 1000 die Freiherren von Sellenbüren eine ihren weitestgehend aus Holz erbauten Herrschaftssitz, die Burg Sellenbüren, überragende Fluchtburg auf dem Gipfelplateau erbaut haben könnten.

### Ausbau der Uetliburg im 12. Jahrhundert
Um 1100 wurde eine mächtige Wall- und Grabenanlage im nördlichen Vorfeld des durch steile Felswände geschützten Gipfelplateaus begonnen und in der zweiten Hälfte des 12. Jahrhunderts der Bau einer Steinburg vollendet. Denkbar als Auftraggeber wäre Lüthold IV. von Regensberg.

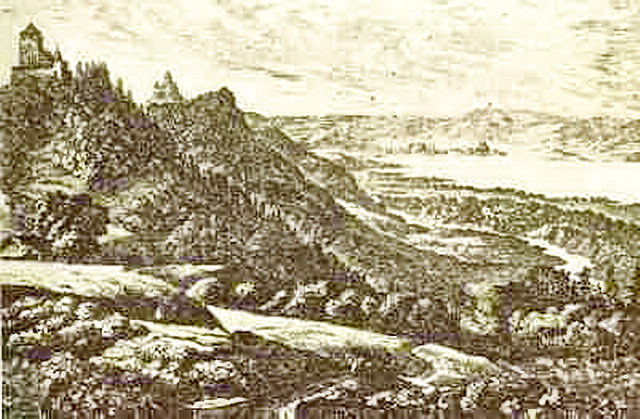
Ins Sihltal vorkragende «Eggen» des Uto–Albiswalls, Uetliburg und Burg Manegg. Stich vermutlich von J. M. Usteri (1763–1827), Zentralbibliothek Zürich.

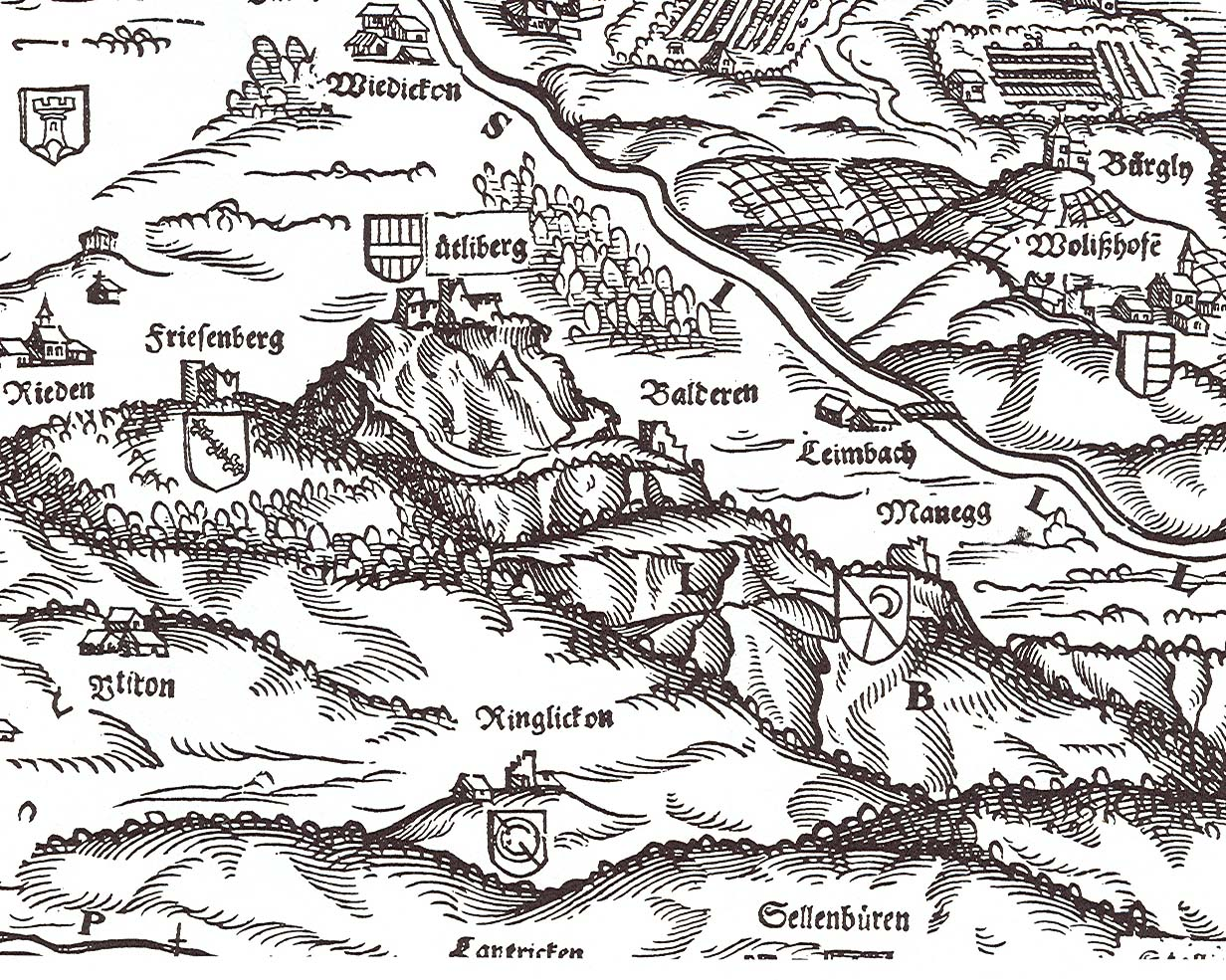
Zürcher Kantonskarte von Jos Murer (1566). Ausschnitt mit den Burgstellen Friesenberg, Üetliburg, Baldern, Manegg und Sellenbüren.

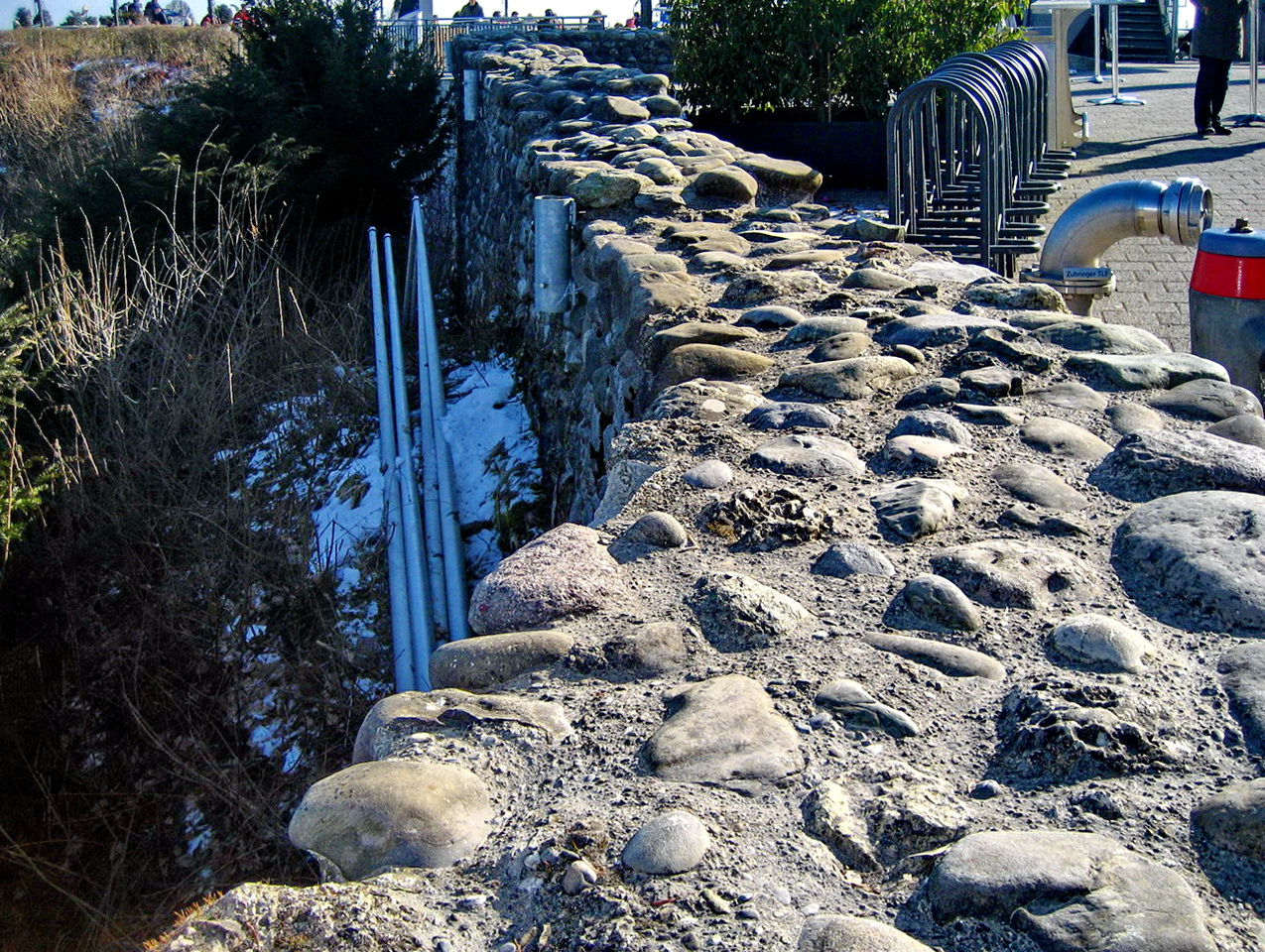
Reste der Umfassungsmauer

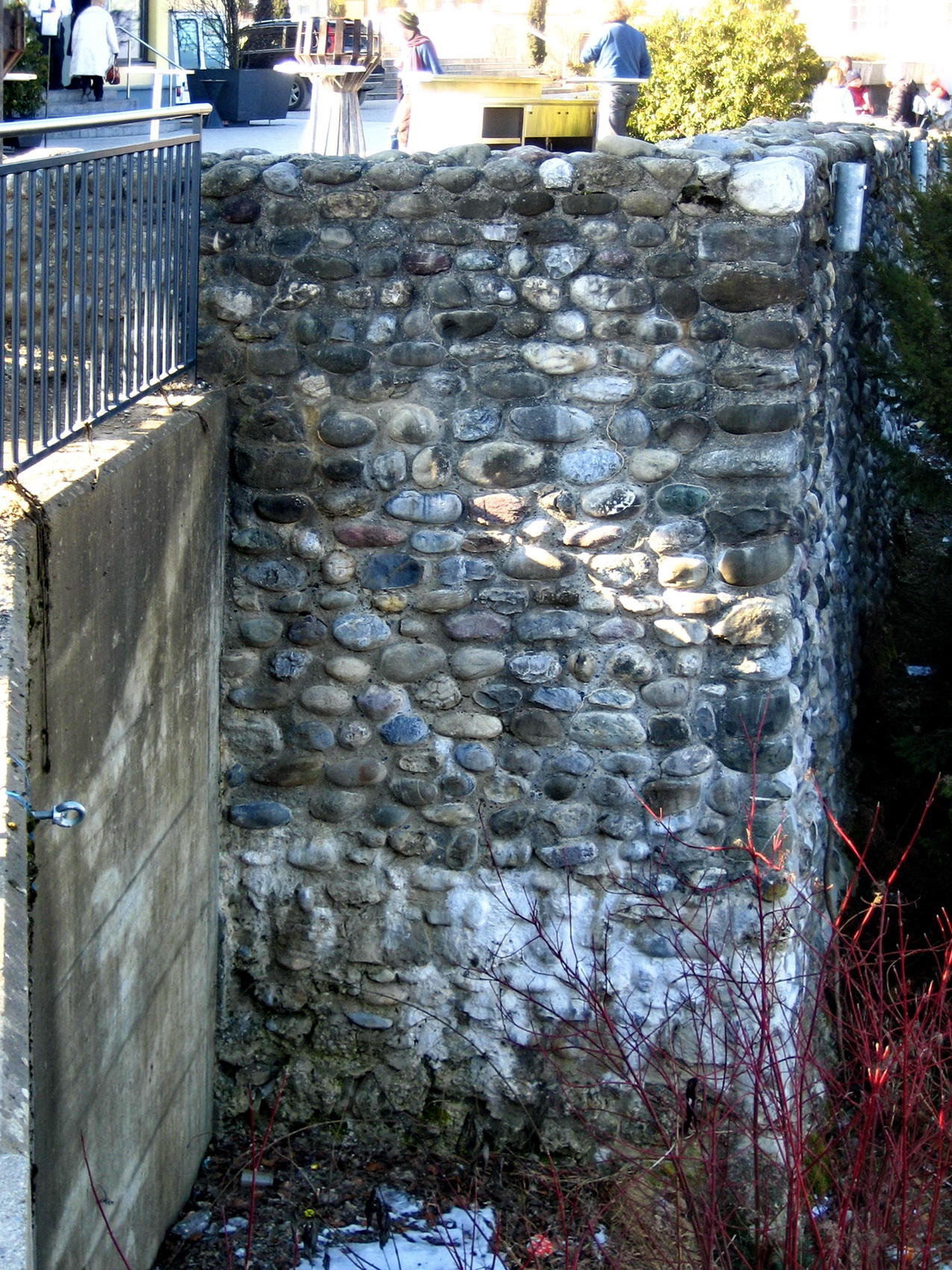
Reste der Nordmauer

Um 1210 wird die «Uotelenburg» erstmals urkundlich erwähnt, aber erst spätmittelalterliche Zürcher Chronisten wiesen die Üetliburg den Freiherren von Regensberg zu. Indizien lassen die Vermutung zu, dass die Burgen Friesenberg, Sellenbüren und Manegg als strategische Vorkwerke, zur Absicherung der vermutlich im 13. Jahrhundert unter den Regensbergern stark ausgebauten Burganlage Uetliberg dienten.
Nicht abschliessend geklärt ist, ob die Uetliburg in der Regensberger Fehde 1267/1268 von den Zürchern zerstört wurde, woran der archäologische Befund Zweifel aufkommen lässt. Interessant, wenn auch nicht urkundlich belegt, ist die Passage zur Erstürmung der Burg Baldern und der Uetliburg in der Sage vom listigen Habsburger zum Verlauf der Regensberger Fehde.
Unterhalb des Hotels Uto Kulm, auf dem Gipfelplateau des Uetlibergs, wo die mittelalterliche Uetliburg stand, sind Reste des inneren Wallsystems zu erkennen. Beim Bau des Hotels wurden die letzten Reste der einstigen Burg zerstört. In der frühen Neuzeit stand auf dem Uto Kulm eine Hochwacht (1620–1812) und die noch vorhandenen Überreste der Uetliburg verschwanden oder wurden abgetragen.

## Anlage
Erste Grabungen und Sondierungen im Bereich des Gipfelplateaus wurden 1836–1839 beim Bau des Gast- und Kurhauses Uetliberg und 1866 durch Ferdinand Keller vorgenommen. Danach kamen, beispielsweise 1874 beim Bau der Uetlibergbahn, wiederholt eine Vielzahl von Funden aus rund 5'000 Jahren Siedlungsgeschichte sowie die Mauerreste und der bereits erwähnte, vorgelagerte Schutzwall der mittelalterlichen Uetliburg zutage. Als 1978 auf dem Uetliberg eine neue Phase der Ausgrabungstätigkeit begann, wurde bis 1989 das Gipfelplateau von der Kantonsarchäologie Zürich aufgrund umfangreicher Bauarbeiten – 1990 Eröffnung des neuen Aussichtsturms Uetliberg und des erweiterten Restaurants und Hotels Uto Kulm – systematisch neu erforscht und die verbliebene Wehrmauer der mittelalterlichen Uetliburg ausgegraben und konserviert.
Der Grundriss der ehemaligen Burganlage lässt sich nicht mehr eruieren, infolge der regen Bautätigkeit seit Beginn des 19. Jahrhunderts und vermutlich einiger Felsstürze – der letzte grössere war am 8. Mai 2004 in der Fallätsche – die das Gipfelplateau des aus Molasse und Nagelfluh bestehenden Uetlibergs seit seiner ersten Besiedlung deutlich verkleinert haben.
Konserviert sind dem nordöstlichen Plateaurand entlang rund 40 Meter der Wehrmauer und kleinere Mauerreste. Des Weiteren konnten Reste von Holzbauten und Metallverarbeitung im Innenbereich archäologisch nachgewiesen werden. Im Norden sind Schutzwall und Graben unterhalb des heutigen Restaurants Uto Kulm deutlich zu erkennen. Weitere Funde aus dieser Epoche sind unter anderem Eisenteile, Münzen, Keramik und fast vollständig erhaltene Röhren- und Becherkacheln von ca. 1200, die zur Vergrösserung der Wärmeabgabe in einen Kuppelofen eingesetzt wurden.